# اریش شدلر
اریش شدلر (آلمانی: Erich Schaedler; ۶ اوت ۱۹۴۹ – ۲۴ دسامبر ۱۹۸۵) بازیکن فوتبال آلمانی‌تبار اهل اسکاتلند بود.
از باشگاه‌هایی که در آن بازی کرده‌است می‌توان به باشگاه فوتبال داندی، باشگاه فوتبال هیبرنین، و باشگاه فوتبال دومبارتون اشاره کرد.
وی همچنین در تیم ملی فوتبال اسکاتلند بازی کرده‌است.